# Lisa LeBlanc
Lisa LeBlanc (Rosaireville, 13 agosto 1990) è una cantante canadese.

## Biografia
Nata in una piccola comunità del Nuovo Brunswick e di etnia acadiana, Lisa LeBlanc ha iniziato a scrivere musica nell'adolescenza. È salita alla ribalta nel 2010, con la sua vittoria al Festival international de la chanson de Granby.
Nel 2012 è uscito il suo album di debutto eponimo, che si è piazzato all'8ª posizione della classifica canadese e al 101º di quella francese ed è stato certificato disco d'oro dalla Music Canada con oltre 80 000 copie vendute.
Due anni dopo il suo EP Highways, Heartaches and Time Well Wasted le ha regalato il suo miglior piazzamento nella classifica canadese, debuttando al 7º posto con 3 400 copie vendute nella prima settimana. Il suo secondo album del 2016, Why You Wanna Leave, Runaway Queen?, contenente pezzi sia in inglese che in francese, ha raggiunto l'8ª posizione.

## Discografia

### Album in studio
- 2012 – Lisa LeBlanc
- 2016 – Why You Wanna Leave, Runaway Queen?
- 2022 – Chiac Disco

### EP
- 2014 – Highways, Heartaches and Time Well Wasted

### Singoli
- 2016 – Dump the Guy ASAP